# MOVMENT

MOVMENT est le magazine trimestriel du Cercle de l'horlogerie.
Créé en mars 2005 et mis sous licence par le Pôle de l'Horlogerie auprès de Ace Publishing, ensuite été repris en mains par le Pôle de l'Horlogerie en mars 2011.
MOVMENT est également un guide international spécialisé dans l'horlogerie destiné aux Globe Shoppers.
Movment, le Guide de l'Horlogerie est distribué en amont des voyages des globes shoppers dans le top des destinations où ils achètent le plus de montres. (Publié dans la langue d'origine des globes shoppers).